# Grimmenstein
Grimmenstein est une commune autrichienne du district de Neunkirchen en Basse-Autriche.